# Шевченківська премія — номінація «концертно-виконавська діяльність»
Номінація існувала до 2017 року. 

## 1960-ті
| 1965 | Павло Вірський                                                |                                                               | за створення концертної програми (1964 року) Державного заслуженого ансамблю танцю Української РСР.                     |                                                               |                                                               |
| 1966 | в номінації не присуджували                                   | в номінації не присуджували                                   | в номінації не присуджували                                                                                             | в номінації не присуджували                                   | в номінації не присуджували                                   |
| 1967 | в номінації «Концертно-виконавське мистецтво» не присуджували | в номінації «Концертно-виконавське мистецтво» не присуджували | в номінації «Концертно-виконавське мистецтво» не присуджували                                                           | в номінації «Концертно-виконавське мистецтво» не присуджували | в номінації «Концертно-виконавське мистецтво» не присуджували |
| 1968 | Григорій Верьовка (посмертно)                                 | диригент                                                      | за створення високохудожніх концертних програм Державного заслуженого українського народного хору імені Г. Г. Верьовки. |                                                               |                                                               |
| 1968 | Анатолій Авдієвський                                          | диригент                                                      | за створення високохудожніх концертних програм Державного заслуженого українського народного хору імені Г. Г. Верьовки. |                                                               |                                                               |
| 1969 | Олександр Міньківський ,                                      | диригент                                                      | за концертні програми 1966-1968 років. (Державна заслужена капела бандуристів Української РСР                           |                                                               |                                                               |

## 1970-ті
| 1970 | в номінації «Концертно-виконавське мистецтво» не присуджували                                  | в номінації «Концертно-виконавське мистецтво» не присуджували | в номінації «Концертно-виконавське мистецтво» не присуджували | в номінації «Концертно-виконавське мистецтво» не присуджували | в номінації «Концертно-виконавське мистецтво» не присуджували |
| 1971 | в номінації «Концертно-виконавське мистецтво» не присуджували                                  | в номінації «Концертно-виконавське мистецтво» не присуджували | в номінації «Концертно-виконавське мистецтво» не присуджували | в номінації «Концертно-виконавське мистецтво» не присуджували | в номінації «Концертно-виконавське мистецтво» не присуджували |
| 1972 | Євгенія Мірошниченко                                                                           | оперна співачка                                               | за виконавську діяльність 1970-1971 років.                    |                                                               |                                                               |
| 1972 | Микола Кондратюк і Діана Петриненко                                                            | оперний співак оперна співачка                                | за виконавську діяльність 1969-1971 років.                    |                                                               |                                                               |
| 1973 | Дмитро Гнатюк                                                                                  | оперний співак                                                | за виконавську діяльність 1971—1972 років.                    |                                                               |                                                               |
| 1974 | в номінації не присуджували                                                                    | в номінації не присуджували                                   | в номінації не присуджували                                   | в номінації не присуджували                                   | в номінації не присуджували                                   |
| 1975 | Тріо бандуристок у складі: Майя Голенко Тамара Гриценко Ніна Писаренко                         | колектив                                                      | за концертні програми 1973-1974 років.                        |                                                               |                                                               |
| 1976 | Тріо сестер: Байко Даниїла Яківна Байко Марія Яківна Байко Ніна Яківна                         |                                                               | за концертні програми 1973—1975 рр.                           |                                                               |                                                               |
| 1977 | Квартет імені Лисенка у складі: Анатолій Баженов Борис Скворцов Юрій Холодов Леонтій Краснощок | колектив                                                      | за концертні програми 1974-1976 років                         |                                                               |                                                               |
| 1978 | в номінації не присуджували                                                                    | в номінації не присуджували                                   | в номінації не присуджували                                   | в номінації не присуджували                                   | в номінації не присуджували                                   |
| 1979 | в номінації не присуджували                                                                    | в номінації не присуджували                                   | в номінації не присуджували                                   | в номінації не присуджували                                   | в номінації не присуджували                                   |

## 1980-ті
| Рік  | Лауреат                                                                                       | професія         | за що |
| ---- | --------------------------------------------------------------------------------------------- | ---------------- | --- |
| 1980 | 1980                                                                                          | 1980             | не присуджували |
| 1981 | державна заслужена академічна капела УРСР «Думка»                                             | колектив         | за концертні програми останніх років. |
| 1981 | Черкаський державний заслужений український народний хор                                      | колектив         | за концертні програми останніх років. |
| 1982 | Віктор Іконник,                                                                               | диригент         | за популяризацію хорової спадщини українського радянського композитора Б. М. Лятошинського і концертно-виконавську діяльність останніх років (Камерний хор імені Бориса Лятошинського).               |
| 1982 | Державна ордена трудового червоного прапора заслужена капела бандуристів УРСР                 | колектив         | за концертні програми останніх років. |
| 1982 | А.Кушніренко                                                                                  | диригент         | за концертні програми 1979—1983 років. (Буковинський ансамблю пісні і танцю УРСР) |
| 1985 | вокальний квартет «Явір» у складі: Р. Іванський , В. Дідух, Є.Пруткін, В, Реус, О. Харченко , | колектив         | за концертні програми 1982—1984 років; |
| 1985 | Богодар Которович                                                                             | скрипаль         | за концертні програми 1982—1984 років. |
| 1986 | Раїса Кириченко                                                                               | народна співачка | за концертно-виконавську діяльність 1983—1985 років. |
| 1986 | Ольга Басистюк                                                                                | оперна співачка  | за концертні програми останніх років. |
| 1988 | Марія Стеф'юк                                                                                 | оперна співачка  | за виконання головних партій в операх «Царева наречена» М. Римського-Корсакова, «Ріголетто» й «Травіата» Дж. Верді, «Ярослав Мудрий» Г. Майбороди і концертно-виконавську діяльність 1985—1987 років. |
| 1988 | Ніна Матвієнко                                                                                | народна співачка | за концертно-виконавську діяльність 1985—1987 років. |
| 1989 | Анатолій Кочерга                                                                              | оперний співак   | за виконання партій в операх «Борис Годунов» М. Мусоргського, «Дон Карлос» Дж. Верді, «Милана» Г. Майбороди.                                                                                          |
| 1989 | Народна самодіяльна хорова капела хлопчиків та юнаків «Дударик» Худ. керівник М. Кацал        | колектив         | за концертні програми останніх років. |

## 1990-ті
| Рік              | Лауреат                                                                  | професія | за що |
| ---------------- | ------------------------------------------------------------------------ | --- | --- |
| 1990             | Іван Козловський                                                         | оперний співак | за розвиток і збагачення української вокальної культури та концертні виступи останніх років. |
| 1991             | в номінації «концертно-виконавська діяльність» не присуджували           | в номінації «концертно-виконавська діяльність» не присуджували                                                        | в номінації «концертно-виконавська діяльність» не присуджували |
| 1992             | Віктор Гуцал                                                             | диригент | за концертні програми 1988–1991 років (НАОНІ) |
| 1992             | Капела бандуристів імені Тараса Шевченка (художній керівник В. Колесник) | колектив | за популяризацію української музичної спадщини |
| 1992             | Хор імені Олександра Кошиця (художній керівник В. Климків)               | колектив | за популяризацію українського хорового мистецтва |
| 1993             | Світлана Фоміних                                                         | диригент | за концертні програми останніх років та поширення сучасної української хорової музики (жіночий академічний хор (Миколаїв) |
| 1994             | Василь Зінкевич                                                          | естрадний співак | за концертні програми останніх років. |
| 1995             | Микола Шопша                                                             | оперний співак | за виконання оперних партій Івана Карася («Запорожець за Дунаєм» С. Гулака-Артемовського), Захара Беркута («Золотий обруч» Б. Лятошинського), Бориса Годунова (Борис Годунов М. Мусоргського), концертні програми 1992—1994 років |
| 1995             | «Трембіта»                                                               | хорова капела | за концертні програми 1992–1994 років (капела «Трембіта») |
| 1996             |                                                                          | | |
| Тарас Петриненко | естрадний співак, автор пісень                                           | за значні досягнення в розвитку сучасної української естрадної пісні, концертно-виконавську діяльність останніх років | |
| Назарій Яремчук  | естрадний співак                                                         | за концертну діяльність 1973—1995 років                                                                               | |
| 1997             | Анатолій Солов'яненко                                                    | оперний співак | за концертні програми 1993—1996 років |
| 1997             | Євген Савчук                                                             | диригент | за концертні програми української хорової музики 1992—1997 років (капела «Думка») |
| 1999             | Валерій Буймистер                                                        | камерний співак | за концертні програми 1993—1998 років: «Шевченкіана», «Українські композитори сучасності», «Італійська музика», «Німецька музика»                                                                                                 |

## 2000-ні
| 2000 | Андрій Шкурган                                                | оперний співак                                                | за концертні програми 1995—1999 років.                                                                            |                                                               |                                                               |
| 2001 | Володимир Гришко                                              | оперний співак                                                | за вокальні партії в оперних виставах                                                                             |                                                               |                                                               |
| 2002 | Роман Майборода                                               | оперний співак                                                | за вокальні партії в оперних виставах                                                                             |                                                               |                                                               |
| 2003 | Палкін В'ячеслав Сергійович                                   | диригент                                                      | за концертні програми 1998–2002 років                                                                             |                                                               |                                                               |
| 2004 | Людмила Юрченко                                               | оперна співачка                                               | за вокальні партії в оперних виставах                                                                             |                                                               |                                                               |
| 2006 | Валерій Матюхін                                               | диригент                                                      | за музично-мистецький проєкт «Музика від старовинних часів до сьогодення» (Ансамбль солістів «Київська камерата») |                                                               |                                                               |
| 2006 | Василь Нечепа                                                 | кобзар-лірник                                                 | за концертну програму «В рокотанні, риданні бандур».                                                              |                                                               |                                                               |
| 2007 | Микола Гобдич                                                 | диригент                                                      | за мистецьку програму «Тисяча років української духовної музики» (Камерний хор «Київ»)                            |                                                               |                                                               |
| 2009 | в номінації «Концертно-виконавське мистецтво» не присуджували | в номінації «Концертно-виконавське мистецтво» не присуджували | в номінації «Концертно-виконавське мистецтво» не присуджували                                                     | в номінації «Концертно-виконавське мистецтво» не присуджували | в номінації «Концертно-виконавське мистецтво» не присуджували |

## 2010-ті
| 2010 | в номінації «Концертно-виконавське мистецтво» не присуджували | в номінації «Концертно-виконавське мистецтво» не присуджували | в номінації «Концертно-виконавське мистецтво» не присуджували | в номінації «Концертно-виконавське мистецтво» не присуджували | в номінації «Концертно-виконавське мистецтво» не присуджували |
| 2011 | Лідія Забіляста                                               | оперна співачка                                               | за оперні партії Інгігерди «Ярослав Мудрий» Георгія Майбороди, Турандот «Турандот» Джакомо Пуччіні, Амелії «Бал-маскарад» Джузеппе Верді у Національній опері України імені Тараса Шевченка та концертні програми українських народних пісень та романсів |                                                               |                                                               |
| 2012 | в номінації «Концертно-виконавське мистецтво» не присуджували | в номінації «Концертно-виконавське мистецтво» не присуджували | в номінації «Концертно-виконавське мистецтво» не присуджували | в номінації «Концертно-виконавське мистецтво» не присуджували | в номінації «Концертно-виконавське мистецтво» не присуджували |
| 2013 | в номінації «Концертно-виконавське мистецтво» не присуджували | в номінації «Концертно-виконавське мистецтво» не присуджували | в номінації «Концертно-виконавське мистецтво» не присуджували | в номінації «Концертно-виконавське мистецтво» не присуджували | в номінації «Концертно-виконавське мистецтво» не присуджували |
| 2014 | в номінації «Концертно-виконавське мистецтво» не присуджували | в номінації «Концертно-виконавське мистецтво» не присуджували | в номінації «Концертно-виконавське мистецтво» не присуджували | в номінації «Концертно-виконавське мистецтво» не присуджували | в номінації «Концертно-виконавське мистецтво» не присуджували |
| 2015 | в номінації «Концертно-виконавське мистецтво» не присуджували | в номінації «Концертно-виконавське мистецтво» не присуджували | в номінації «Концертно-виконавське мистецтво» не присуджували | в номінації «Концертно-виконавське мистецтво» не присуджували | в номінації «Концертно-виконавське мистецтво» не присуджували |
| 2016 | Анжеліна Швачка.                                              | оперна співачка                                               | за виконання провідних партій в оперних виставах та популяризацію української музичної спадщини. |                                                               |                                                               |

1. ↑  (тогочасний художній керівник капели — М. Кречко не отримав Шевченківської премії, таким чином премію присуджено безосібно
2. ↑  (тогочасний художній керівник капели — Є. Кухарець не отримав Шевченківської премії, таким чином премію присуджено безосібно
3. ↑  тогочасний художній керівник капели — Микола Гвоздь не отримав Шевченківської премії, таким чином премію присуджено безосібно
4. ↑  тогочасний художній керівник капели - Микола Кулик не отримав Шевченківської премії, таким чином премію присуджено безосібно